# 天若有情II (2006年电视剧)
天若有情II，别名《偷心II》，是杨佩佩指导的电视剧《天若有情》的续集，由大陆董洁、香港方中信、孙耀威以及台湾张惠春、六月等两岸三地演员领衔主演。

## 故事大纲
少女展颜（董洁饰）与监护人季冬阳（车仁表饰）长达十年扑朔迷离的爱恋在王琪死后，划下了休止符。季冬了公开的将他的事业交给了展颜，但他却不知道他的行为是将展颜放在了一个最危险的位置上。
季冬走了，江永生（方中信饰）来了。正当永生逐步靠近展颜的生命中时，展颜却正被集团的事务搅得焦头烂额，她的心情起伏不定，时而自信满怀时而沮丧消极，曾经一度想要逃避，总是被以安适时拉回，展颜也学会了在事业上依赖他。以安（孙耀威饰）对展颜无怨无悔地付出与关爱终于令小凡（六　月饰）焦虑不安起来，单纯善良的展颜却依然将她视为那个曾经推心置腹的密友…… 
展颜不经意地发现，永生身上竟然潜世故着某些季冬阳的物质；而永生也对这个柔弱敏感的女孩生出莫名的疼惜与怜爱，他不知道自己正被展颜一点一点的感动，一点点拭净他灵魂上的灰尘。两人的距离似乎近了…… 
展颜误会永生向媒体抖露母亲子娟（张瑞珈饰）当年曾经入狱的事情，一时的激愤与怨怒竟然使她持刀闯入江宅刺伤了江永生！江永生伤势严重住院了，展颜却因蓄意伤人被暂关押，当事人永生却始终坚持自己是自杀。他在尽一切力量保护展颜，这是爱使然吗？展颜还是被保释出来了，她终于意识到自己误会了永生。她是真的爱上了江永生吗？还是只是爱上了季冬阳的影子？江永生能坦然面对展颜和自己吗？展颜一旦知道他是带着某种目的来接近她，将是怎样的一个局面呢？ 

## 演员表
- 車仁表 饰季冬陽
- 董　洁 饰展　颜
- 李俊鋒 饰李  樂
- 方中信 饰江永生
- 柯淑勤 饰赵禾敏
- 孙耀威 饰方以安
- 六　月 饰李纬凡
- 施　羽 饰周大山
- 张惠春  饰江永心
- 张瑞珈 饰刘子娟
- 卫　莱 饰方以珠
- 聂雅亮 饰方爸爸
- 唐　群 饰方妈妈
- 张丹峰 饰赵其威

## 影响
由于该剧的火爆收视，该剧的热衷支持者被称为“天米”，很多人一直期待第三部的拍摄，但是一直没有任何消息。很多网友自发在网上写起第三部的剧本。